# Catálogo General Upsala

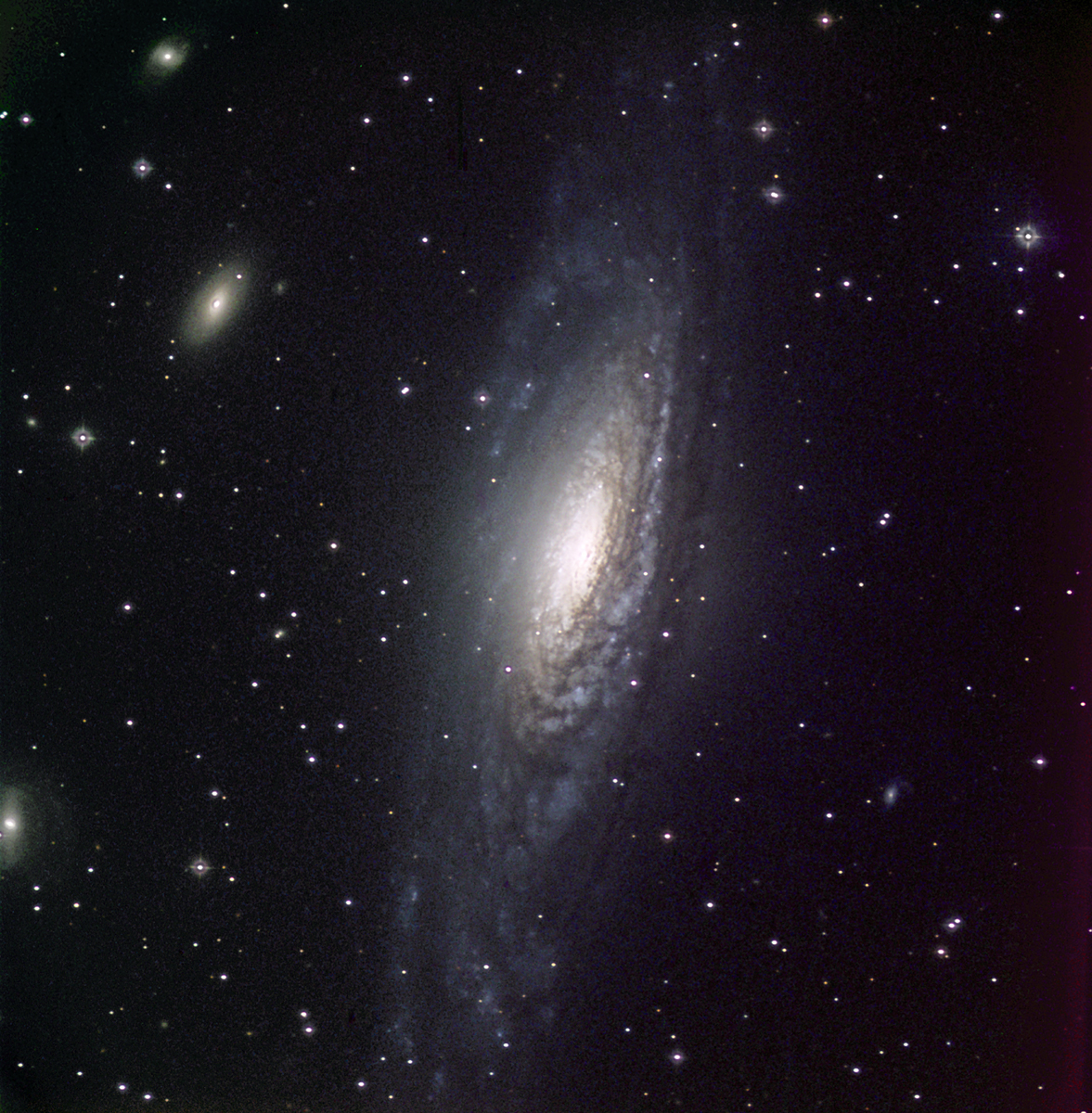
UGC 12113, es una galaxia espiral ubicada en la constelación de Pegaso a unos 50 millones de años luz de distancia.

El Catálogo General Upsala (en inglés, Uppsala General Catalogue o UGC) es un catálogo publicado en 1973 que incluye 12.921 galaxias visibles desde el hemisferio norte. Principalmente con una magnitud inferior a 14,5 y un diámetro mayor a 1,0 minutos de arco.
Está basado principalmente en las Observaciones del Cielo del Observatorio Palomar (POSS). Incluye todas las galaxias del "Catálogo de Galaxias y de Cúmulos de Galaxias" (GCCG) de magnitud mayor a 14,5 y un diámetro mayor a 1,0 arcmin (algunas tienen diámetros inferiores).

## Otros catálogos astronómicos
- Catálogo Índice
- Catálogo General
- Catálogo Messier
- Nuevo Catálogo General
- Nuevo Catálogo General Revisado
- Catálogo de Galaxias Principales